# دون دبليو. ويليامسون
دون دبليو. ويليامسون (بالإنجليزية: Don W. Williamson)‏ هو شخصية أعمال وسياسي أمريكي، ولد في 5 أكتوبر 1927 في الولايات المتحدة. حزبياً، نشط في الحزب الديمقراطي والحزب الجمهوري. وقد انتخب عضو مجلس ولاية لويزيانا وانتخب عضو مجلس نواب لويزيانا.